# Kirill Sergejewitsch Ladygin

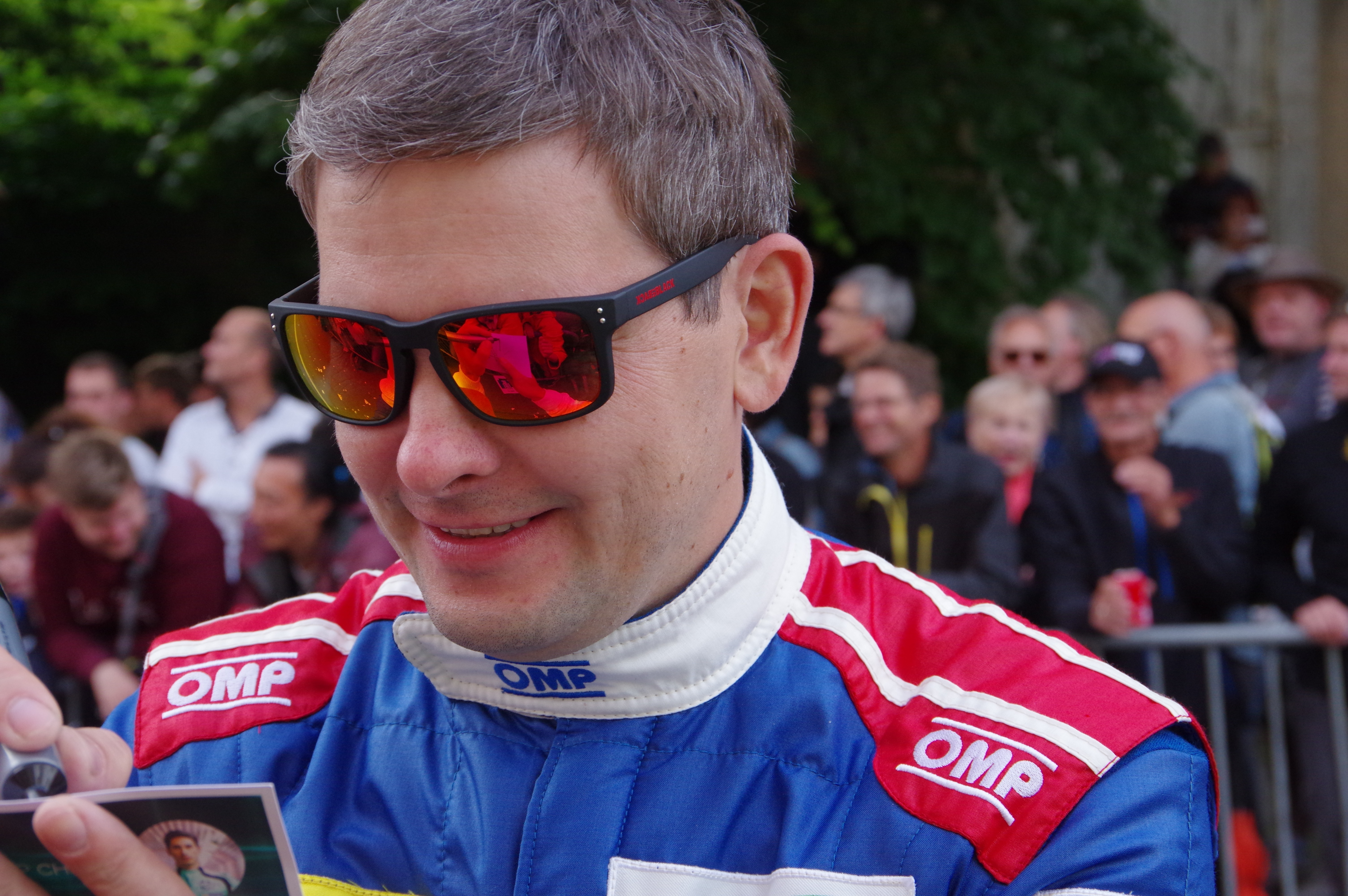
Kirill Ladygin 2016 in Le Mans

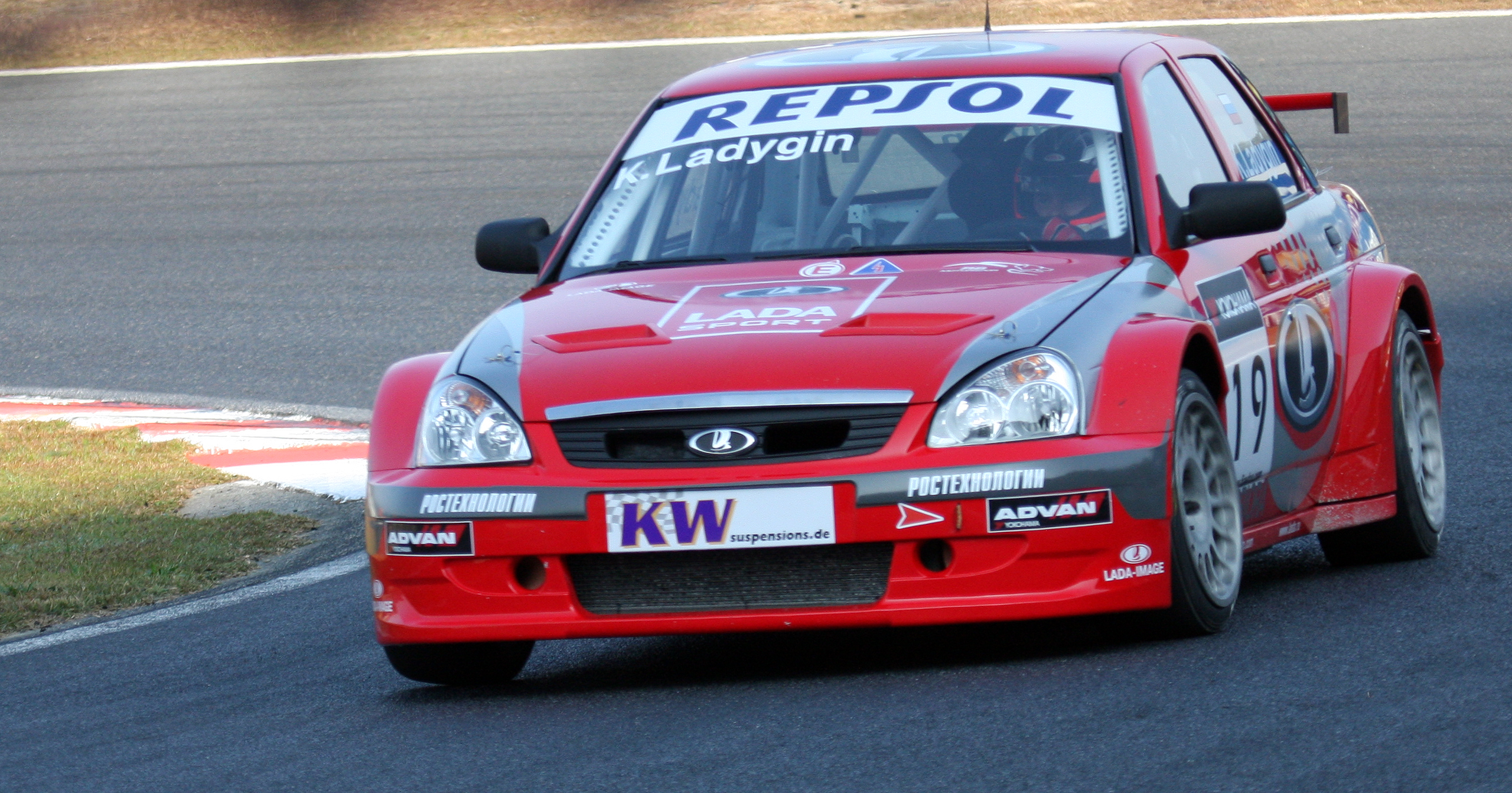
Kirill Ladygin im WTCC-Lada beim Wertungslauf in Japan 2009

Kirill Sergejewitsch Ladygin (russisch Кирилл Сергеевич Ладыгин; * 17. Dezember 1978 in Swerdlowsk) ist ein ehemaliger russischer Autorennfahrer und der ältere Bruder von Anton Ladygin.

## Karriere
Kirill Ladygin begann seine Karriere zu Beginn der 2000er-Jahre im nationalen russischen Monopostosport und wechselte 2005 in den Tourenwagensport. Nach einem dritten Gesamtrang 2005 sicherte er sich 2006 den Gesamtsieg im Lada Revolution Cup Russia. Diese Erfolge brachten ihm 2008 ein Engagement in der Tourenwagen-Weltmeisterschaft ein. Er fuhr bei den letzten drei Rennwochenenden für Russian Bears Motorsport als dritter Fahrer neben Jaap van Lagen und Wiktor Schapowalow einen Lada 110 2.0. Allerdings war das Team mit dem unterlegenen Wagen so gut wie chancenlos und Ladygin machte keine WM-Punkte.
2009 bestritt Ladygin die gesamte WM-Saison. Das Team erhielt Werksunterstützung von Lada, dennoch konnte er mit dem Vorjahresmodell und dem Einsatzwagen dieses Jahres, dem Lada Priora, erneut keine Weltmeisterschaftspunkte erzielen.
Nach dem Ende des Lada-Engagements in der Weltmeisterschaft mit dem Ablauf der Saison 2009, fuhr Ladygin 2010 kein einziges Autorennen. 2011 siegte er dann in der Gesamtwertung im RAF Russian Lada Granta Cup, einer weiteren nationalen Tourenwagenserie.
2012 stieg er in die FIA-GT3-Europameisterschaft ein und fuhr ab 2013 für SMP Racing in der FIA-Langstrecken-Weltmeisterschaft und der European Le Mans Series. Dort war sein bisher größter Erfolg ein dritter Rang beim 4-Stunden-Rennen auf dem Red Bull Ring 2015. Dreimal war er bisher beim 24-Stunden-Rennen von Le Mans am Start, mit dem 7. Rang 2016 als bestem Ergebnis.

## Statistik

### Le-Mans-Ergebnisse
| Jahr | Team       | Fahrzeug            | Teamkollege       | Teamkollege      | Platzierung | Ausfallgrund |
| ---- | ---------- | ------------------- | ----------------- | ---------------- | ----------- | ------------ |
| 2014 | SMP Racing | Oreca 03            | Nicolas Minassian | Maurizio Mediani | Ausfall     | Motorschaden |
| 2015 | SMP Racing | BR Engineering BR01 | Michail Aljoschin | Anton Ladygin    | Rang 33     |              |
| 2016 | SMP Racing | BR Engineering BR01 | Witali Petrow     | Wiktor Schaitar  | Rang 7      |              |

### Einzelergebnisse in der FIA-Langstrecken-Weltmeisterschaft
| Saison | Team       | Rennwagen           | 1   | 2   | 3   | 4   | 5   | 6   | 7   | 8   | 9   |
| ------ | ---------- | ------------------- | --- | --- | --- | --- | --- | --- | --- | --- | --- |
| 2014   | SMP Racing | Oreca 03            | SIL | SPA | LEM | AUS | FUJ | SHA | BAH | SAO |     |
| 2014   | SMP Racing | Oreca 03            | DNF | 11  | DNF | DNF | 12  | 12  | 9   | DNF |     |
| 2015   | SMP Racing | BR Engineering BR01 | SIL | SPA | LEM | NÜR | AUS | FUJ | SHA | BAH |     |
| 2015   | SMP Racing | BR Engineering BR01 | 33  |     |     |     |     |     |     |     |     |
| 2016   | SMP Racing | BR Engineering BR01 | SIL | SPA | LEM | NÜR | MEX | AUS | FUJ | SHA | BAH |
| 2016   | SMP Racing | BR Engineering BR01 | 12  | 24  | 7   | 13  | DNF | 14  | 16  | 14  | 16  |